# Psychofarmacon

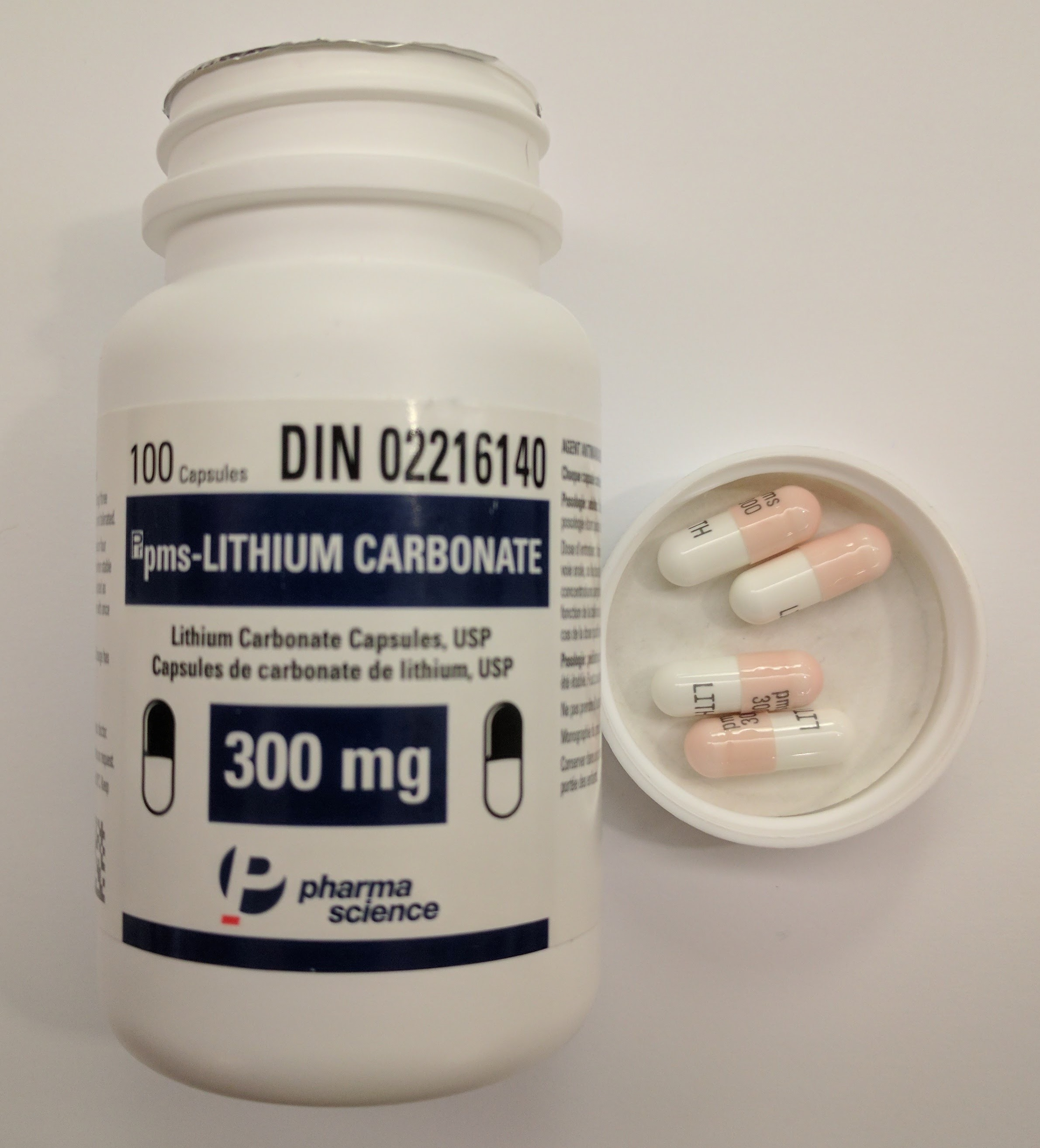
Lithium capsules

Een psychofarmacon (meervoud: psychofarmaca) behoort tot de categorie van geneesmiddelen voor de behandeling van psychische aandoeningen. Binnen de geneeskunde worden deze middelen toegepast om psychische aandoeningen te stabiliseren dan wel te verbeteren. De volgende middelen vallen hieronder:
- Antidepressiva worden gebruikt ter behandeling van bepaalde vormen van depressie, met name endogene depressie. Men kent onder ander de selectieve serotonine-heropnameremmers (Engels: Selective Serotonine Reuptake Inhibitors, afkorting SSRI's), tricyclische antidepressiva en monoamino-oxidaseremmers (MAO-remmers).
- Antipsychotica worden gebruikt bij psychosen.
- Stemmingsstabilisatoren, waaronder lithium en lamotrigine, worden gebruikt bij bipolaire stoornissen.
- Stimulantia, hebben een stimulerende werking op het zenuwstelsel. Hieronder vallen onder meer amfetamine en methylfenidaat.
- Dempende medicijnen (sedativa) en slaapmiddelen (hypnotica).[1]

In het verleden ging het gebruik van deze middelen vaak met sterke bijwerkingen gepaard. Sinds de laatste twee decennia van de twintigste eeuw zijn er veel nieuwe psychofarmaca op de markt gekomen. Deze hebben minder neurotoxische eigenschappen, maar wel andere bijwerkingen, waaronder ontremming. Het gebruik van deze middelen neemt toe. Antipsychotica worden de laatste tien jaar vaker voorgeschreven aan ouderen in instellingen en aan kinderen met gedragsproblemen. Dit is niet onomstreden, mogelijk gevaarlijk, en bovendien bijna altijd niet-geregistreerd gebruik. Het farmaceutisch bedrijf Lilly betaalde in 2009 in de Verenigde Staten een boete van 1,4 miljard dollar wegens het illegaal promoten van hun middel Zyprexa bij dementie.
Binnen de psychotherapie wordt het gebruik van psychofarmaca steeds minder een taboe. Verschillende wetenschappelijke studies hebben aangetoond dat bij ernstige depressies een combinatiebehandeling van psychofarmaca en psychotherapie vaak een positiever effect heeft dan alleen een van beide.
Met name het in de negentiger jaren populaire middel fluoxetine (merknaam: Prozac, een antidepressivum uit de groep SSRI's) heeft de publieke belangstelling voor de psychofarmaca sterk doen toenemen. Er is toen met name in de Verenigde Staten veel discussie geweest of dit middel niet breder gebruikt kon worden dan uitsluitend bij ziekte.
Bij ernstige psychiatrische problemen wordt de farmacotherapie vaak gecombineerd met een vorm van psychotherapie, creatieve therapie, bewegingstherapie (psychomotorische therapie) of andere therapie- en behandelvormen.